# Demonax diversesignatus
Demonax diversesignatus är en skalbaggsart som beskrevs av Maurice Pic 1943. Demonax diversesignatus ingår i släktet Demonax och familjen långhorningar. Inga underarter finns listade i Catalogue of Life.